# كارلوس ألبرتو (لاعب كرة قدم مواليد 1980)
كارلوس ألبرتو (بالبرتغالية: Carlos Alberto dos Santos Gomes‏) هو لاعب كرة قدم برازيلي في مركز الدفاع، ولد في 22 أكتوبر 1980 في Boquim ‏ في البرازيل. لعب مع دينيزلي سبور ونادي أمريكا ونادي أميريكانو ونادي فيلا نوفا ونادي كريسيوما.

## وصلات خارجية
- كارلوس ألبرتو (لاعب كرة قدم مواليد 1980) على موقع اتحاد تركيا (لاعب) (الإنجليزية)
- كارلوس ألبرتو (لاعب كرة قدم مواليد 1980) على موقع قاعدة بيانات كرة القدم.إي يو (الإنجليزية)
- كارلوس ألبرتو (لاعب كرة قدم مواليد 1980) على موقع عالم كرة القدم.نت (الإنجليزية)